# Acanthocleithron chapini
Acanthocleithron chapini е вид лъчеперка от семейство Mochokidae, единствен представител на род Acanthocleithron.

## Разпространение
Видът е разпространен в Демократична република Конго.